# 費拉爾
費拉爾（Robert Alexis de Villard，1860年—1904年），英國人。曾為畫家，也是中國第一位有稽可考的郵票繪圖員。費拉爾早年曾旅居法國學習畫畫，到中國後，於1892年9月進入上海海關造冊處擔任繪圖員以及監印郵票的職務:351。清朝的紅印花加蓋暫作郵票便是費拉爾負責監印。而慈禧壽辰紀念郵票與蟠龍郵票則是由費拉爾設計繪圖監印。
費拉爾常在監印郵票過程中私自動手腳，導致郵票產生許多奇特的變異錯體票。因為這些錯異體票後來在世界上產生了極大的知名度，集郵界對費拉爾的功過依舊難以論定。